# Smutne dzieci
(Rozbójnik Alibaba prezentuje Franko) Smutne dzieci – album studyjny polskiego producenta muzycznego Roberta M (Franko). Wydawnictwo ukazało się 25 listopada 2016 roku nakładem wytwórni muzycznej Universal Music Polska.
Album dotarł do 15. miejsca polskiej listy przebojów − OLiS. Materiał był promowany teledyskami do utworów „Samotność”, „Bandyckie tango”, „Gdzie ty jesteś?”, „Młode lwy”, „Szczęście” oraz „Nie dzwoń już więcej”.

## Lista utworów
Opracowano na podstawie materiału źródłowego.
| Nr  | Tytuł utworu                                        | Długość |
| --- | --------------------------------------------------- | ------- |
| 1.  | „Smutne dzieci”                                     | 4:29    |
| 2.  | „Samotność”                                         | 4:32    |
| 3.  | „Nie dzwoń już więcej”                              | 3:38    |
| 4.  | „Szczęście”                                         | 4:14    |
| 5.  | „Heroina”                                           | 5:24    |
| 6.  | „Mój alkoholu”                                      | 4:33    |
| 7.  | „Toksyczna miłość” (gościnnie: Nikola)              | 3:03    |
| 8.  | „Gdzie ty jesteś?”                                  | 4:00    |
| 9.  | „Marihuana”                                         | 3:14    |
| 10. | „Młode lwy”                                         | 4:49    |
| 11. | „Bandyckie tango” (gościnnie: Janusz K i Primo Men) | 5:22    |
|     |                                                     | 47:18   |